# تالار مشاهیر والیبال

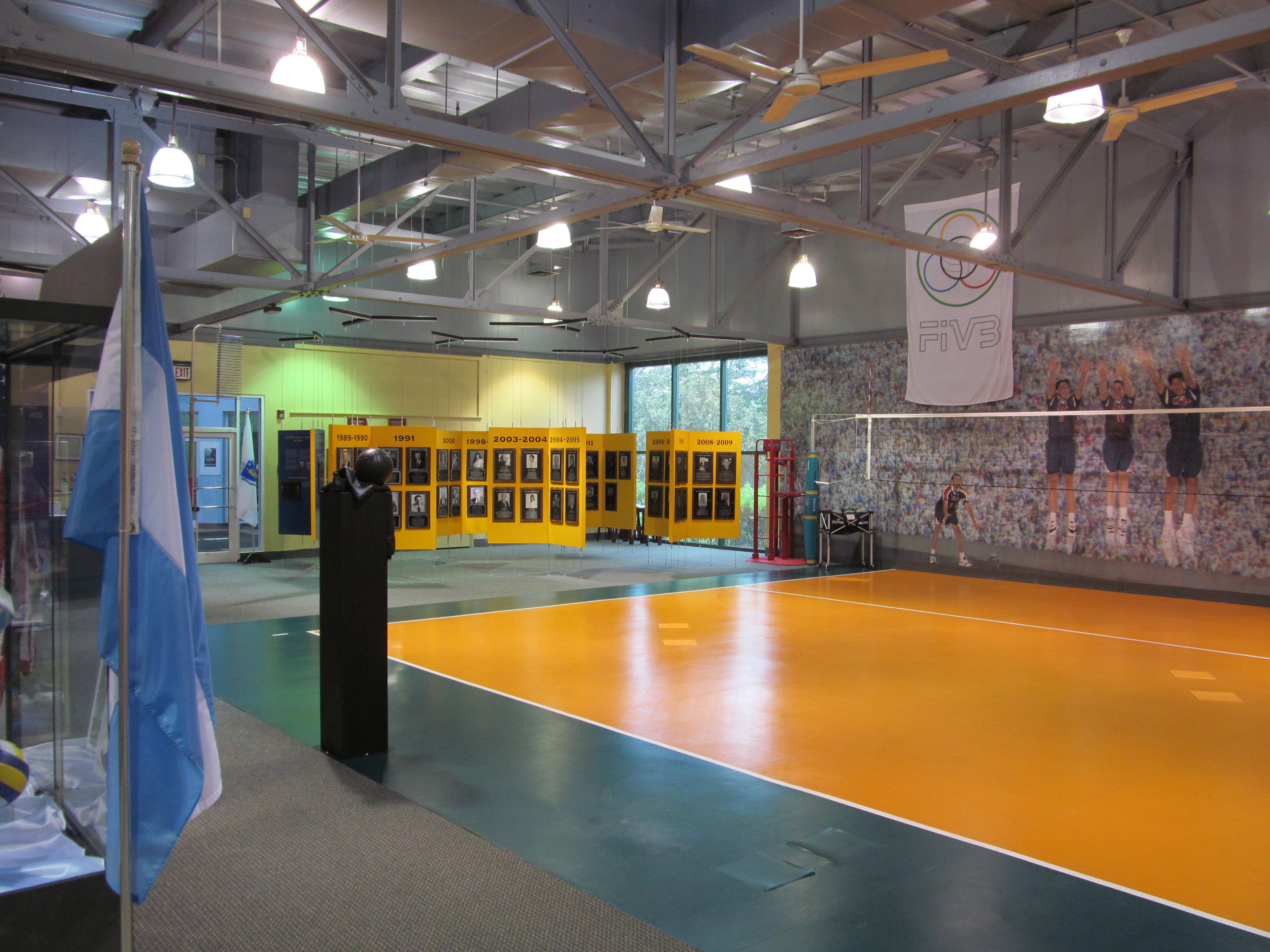
بخشی از تالار

تالار مشاهیر والیبال (انگلیسی: Volleyball Hall of Fame) به افتخار بازیکنان، مربیان، مقامات و رهبران والیبال تأسیس شده‌است. این تالار در هولیوک، ماساچوست واقع شده‌است.
این تالار موزه در سال ۱۹۷۱ تأسیس شد. ویلیام جی. مورگان، مخترع والیبال، به عنوان اولین عضو این تالار پذیرفته شد.

## لیست کنونی
| نام بازیکن               | سال  |
| ------------------------ | ---- |
| مایکل اوهارا             | ۱۹۸۹ |
| رولف انگن                | ۱۹۹۱ |
| توماس هاینه              | ۱۹۹۱ |
| جان استنلی               | ۱۹۹۲ |
| رون فان هاگن             | ۱۹۹۲ |
| مایک برایت               | ۱۹۹۳ |
| لاری داندل               | ۱۹۹۴ |
| پدرو پیت ولاسکو          | ۱۹۹۷ |
| کریگ باک                 | ۱۹۹۸ |
| داستی دورژاک             | ۱۹۹۸ |
| استیو تیمونس             | ۱۹۹۸ |
| جیمز جی. ورتام           | ۱۹۹۹ |
| یوری چسنوکوف             | ۲۰۰۰ |
| هارولد وندت              | ۲۰۰۰ |
| کارچ کیرالی              | ۲۰۰۱ |
| توماش ویتوویچ            | ۲۰۰۲ |
| جونگو موریتا             | ۲۰۰۳ |
| سینجین اسمیت             | ۲۰۰۳ |
| جوزف موزیل               | ۲۰۰۴ |
| سیجی اوکو                | ۲۰۰۴ |
| برنارد راجزمن            | ۲۰۰۵ |
| کنستانتین روا            | ۲۰۰۵ |
| رون لانگ                 | ۲۰۰۵ |
| استانیسلاو گوشچینیاک     | ۲۰۰۵ |
| برنی هالتزمن             | ۲۰۰۶ |
| ادوارد اسکورک            | ۲۰۰۶ |
| باب ستورتلیک             | ۲۰۰۷ |
| آندره آ گاردینی          | ۲۰۰۷ |
| دیمیتار زلاتانوف         | ۲۰۰۷ |
| آندره‌آ جیانی             | ۲۰۰۸ |
| رندی استوکلوز            | ۲۰۰۸ |
| یوری پویارکوف            | ۲۰۰۸ |
| ایوان بوگاینکوفس         | ۲۰۰۹ |
| زیگفرید اشنایدر          | ۲۰۰۹ |
| الکساندر بوریسوویچ ساوین | ۲۰۱۰ |
| لورنزو برناردی           | ۲۰۱۱ |
| ولادیمیر گربیچ           | ۲۰۱۱ |
| پیتر بلانگ               | ۲۰۱۲ |
| مایک داد                 | ۲۰۱۲ |
| مائوریسیو لیما           | ۲۰۱۲ |
| جورجی مونزولفسکی         | ۲۰۱۲ |
| جف استورک                | ۲۰۱۲ |
| ویاچسلاو زایتسف          | ۲۰۱۳ |
| نالبرت بیتنکورت          | ۲۰۱۴ |

| نام مربی            | سال  |
| ------------------- | ---- |
| هری ویلسون          | ۱۹۸۸ |
| داگ بیل             | ۱۹۸۹ |
| ادوارد د گروت       | ۱۹۹۰ |
| جیمز کلمن           | ۱۹۹۲ |
| آل اسکاتس           | ۱۹۹۳ |
| مرو دونفی           | ۱۹۹۴ |
| آری سلینگر          | ۱۹۹۵ |
| دونالد شوندل        | ۱۹۹۶ |
| اندی باناچفسکی      | ۱۹۹۷ |
| یاسوتاکا ماتسودایرا | ۱۹۹۸ |
| هیروفومی دایماتسو   | ۲۰۰۰ |
| ویاچسلاو پلاتونوف   | ۲۰۰۲ |
| ژیوی آخولدیانی      | ۲۰۰۳ |
| خولیو ولاسکو        | ۲۰۰۳ |
| اوجینیو جرج         | ۲۰۰۵ |
| شیگئو یامادا        | ۲۰۰۶ |
| یوان ویمین          | ۲۰۰۷ |
| نیکولای کارپول      | ۲۰۰۹ |
| گابریلا کتسیس       | ۲۰۱۰ |
| هوبرت واگنر         | ۲۰۱۰ |
| هوگو کونته          | ۲۰۱۱ |
| یوپ آلبردا          | ۲۰۱۴ |

| نام بازیکن           | سال  |
| -------------------- | ---- |
| فلو هایمن            | ۱۹۸۸ |
| جین ورد              | ۱۹۸۸ |
| کتی گرگوری           | ۱۹۸۹ |
| مری جو پپلر          | ۱۹۹۰ |
| پتی داودل            | ۱۹۹۴ |
| دبی گرین-وارگاس      | ۱۹۹۵ |
| پتی برایت            | ۱۹۹۶ |
| پائولا وایوشف        | ۱۹۹۸ |
| اینا ریسکال          | ۲۰۰۰ |
| تاکاکو شیرای         | ۲۰۰۰ |
| ژان گیرتنر           | ۲۰۰۱ |
| رگلا تورس            | ۲۰۰۱ |
| لانگ پینگ            | ۲۰۰۲ |
| کارولین کربی         | ۲۰۰۴ |
| میریا لویس           | ۲۰۰۴ |
| سیسیلیا تایت         | ۲۰۰۵ |
| جکی سیلوا            | ۲۰۰۶ |
| نینا اسمولیوا        | ۲۰۰۶ |
| کری پرتهارست         | ۲۰۰۷ |
| ماسایی کاسای         | ۲۰۰۸ |
| آنا موزر             | ۲۰۰۹ |
| هالی مک پیک          | ۲۰۰۹ |
| گابریلا پرز دل سولار | ۲۰۱۰ |
| شلدا بده             | ۲۰۱۰ |
| آدریانا بئار         | ۲۰۱۰ |
| ماگالی کارواخال      | ۲۰۱۱ |
| ریتا کراکت           | ۲۰۱۱ |
| لیودمیلا بولداکوا    | ۲۰۱۲ |
| کارن کمنر            | ۲۰۱۳ |
| ناتالی کوک           | ۲۰۱۳ |
| تارا کراس بتل        | ۲۰۱۴ |
| ساندرا پیرس          | ۲۰۱۴ |
| رزا سالیخووا         | ۲۰۱۴ |

| نام               | سال  |
| ----------------- | ---- |
| گلن دیویس         | ۱۹۸۹ |
| آلتون فیش         | ۱۹۹۰ |
| جورج جی. فیشر     | ۱۹۹۱ |
| کاتالینو ایگناسیو | ۱۹۹۱ |
| مرتون اچ. کندی    | ۱۹۹۲ |
| سی.ال باب میلر    | ۱۹۹۵ |
| اندره هولوی       | ۲۰۰۶ |
| پل لیبود          | ۲۰۰۹ |

| نام                 | سال  |
| ------------------- | ---- |
| ویلیام جی. مورگان   | ۱۹۸۵ |
| هارولد فریرمد       | ۱۹۸۶ |
| لئونارد گیبسون      | ۱۹۸۸ |
| جورج جی. فیشر       | ۱۹۹۱ |
| جان کاچ             | ۱۹۹۴ |
| رابرت ال لیندزی     | ۱۹۹۵ |
| آلبرت موناکو جونیور | ۱۹۹۷ |
| بیل برد             | ۱۹۹۸ |
| ویلبر اچ. پک        | ۱۹۹۹ |
| اندره هولوی         | ۲۰۰۶ |
| کارلوس آرتور نوزمن  | ۲۰۰۷ |
| سینان اردم          | ۲۰۰۸ |
| ولادیمیر ساوواین    | ۲۰۰۸ |
| فرانتیسک استیبیچ    | ۲۰۱۱ |
| میلوسلاو ایم        | ۲۰۱۴ |